# Пеховский, Константин Юзефович
Константин Юзефович Пеховский вариант имени Каэтан (1859 — 25 октября 1931) — землевладелец, депутат Государственной думы Российской империи II созыва от Варшавской губернии.

## Биография
По происхождению польский дворянин. Родился в семье Юзефа Скорчека Пеховского герба Лелива (1817, Плоцк — 1886, Колчин) и Кристины Свенцицкой (Święcicka, 1824, Rzewin — 1859, Дзектаржево).
Начальное образование получил дома, затем окончил Влоцлавскую гимназию. В 1882 году — выпускник Ново-Александрийского сельскохозяйственного института (ныне в Пулавах). По одним сведениям занимался сельским хозяйством в деревне Дзектаржеве, по другим — в имении Либерац Цехановского уезда Плоцкой губернии. В источниках начала XX века сословное положение определено как «крестьянин деревни Колчино Сежиского [?] уезда», что может означать, что принадлежность к дворянству не была признана Российским дворянским собранием. При этом оставался крупным землевладельцем, общая площадь земельной собственности 3 тысячи десятин. С 1905 года состоял в польской Национально-демократической партии. Был выборщиком при баллотировке в Государственный совет Российской империи. Служил членом совета земского кредитного общества Царства Польского.
6 февраля 1907 был избран в Государственную думу Российской империи II созыва от общего состава выборщиков Варшавского губернского избирательного собрания. Вошёл в состав Польского коло. Активно в работе Думы не участвовал.
После третьеиюньского переворота и роспуска II Государственной Думы вернулся к своим занятиям сельским хозяйством в Польше. Состоял в Правлении Плоцкого сельскохозяйственного общества.
25 октября 1931 скончался в Варшаве.

## Семья
- Жена — Аниэла Петронела урожденная Гняздовская (Gniazdowska, 8.02.1864 Чарностов — 13.01.1938, Варшава)[1]
  - Сын — Карол (1888—1974)[1]
  - Сын — Ян Марцин (1889—1964)[1]
- Брат — Ян Целестин[2]

### Рекомендуемые источники
- Brzoza Cz., Stepan K. Posłowie polscy w Parlamencie Rosyjskim, 1906—1917: Słownik biograficzny. Warszawa, 2001.

### Архивы
- Российский государственный исторический архив. Фонд 1278. Опись 1 (2-й созыв). Дело 335; Дело 530. Лист 5.